# Ji’an (Tonghua)
Ji’an (chinesisch 集安市, Pinyin Jí’ān Shì) ist eine chinesische kreisfreie Stadt im Südosten der Provinz Jilin. Sie gehört zum Verwaltungsgebiet der bezirksfreien Stadt Tonghua. Ji’an hat eine Fläche von 3.442 Quadratkilometern und zählt 232.278 Einwohner (Stand: Zensus 2010). Die Stadt grenzt im Südosten durch den Yalu Jiang getrennt an Manp'o in der Provinz Chagang-do der Demokratischen Volksrepublik Korea an. In Ji’an liegen die als Teil der UNESCO-Weltkulturerbe-Stätte „Hauptstädte und Grabmäler des antiken Königreichs Koguryo“ aufgenommenen Ruinen der Städte Wandu Shancheng und Guonei Cheng.

## Administrative Gliederung
Auf Gemeindeebene setzt sich die kreisfreie Stadt aus vier Straßenvierteln, neun Großgemeinden und zwei Gemeinden zusammen, davon eine der Koreaner.

## Infrastruktur
Ji’an ist durch den Jishuang Expressway und die G 303 sowie durch eine Eisenbahnstrecke mit Tonghua verbunden. Die Ji’an-Yalu-Eisenbahnbrücke und eine 2019 eröffnete Straßenbrücke verbinden sie mit Manp'o auf der anderen Seite des Yalu.